# Гренада Бойс Секондарі Скул
Футбольний клуб «Гренада Бойс Секондарі Скул» (англ. Grenada Boys' Secondary School Football Club) —  гренадський футбольний клуб з міста Сент-Джорджес. Клуб заснований у 1911 році, та представляє Гренадську чоловічу загальноосвітню школу, яка є одним із найстаріших учбових закладів країни.  «Гренада Бойс Секондарі Скул» грає в Прем'єр-лізі Гренади, найвищому футбольному дивізіоні країни, та грає домашні матчі на стадіоні «Тантін Рекріейшен Граунд» місткістю 1 тисяча глядачів. Клуб на початку 2000-х років двічі вигравав чемпіонат Гренади.

## Титули і досягнення
- Чемпіон Гренади (2): 2000, 2001